# Never Tigere
Never Tigere (ur. 16 grudnia 1990 w Harare) – zimbabwejski piłkarz grający na pozycji środkowego pomocnika. Od 2020 jest zawodnikiem klubu Azam FC.

## Kariera klubowa
Swoją karierę piłkarską Tigere rozpoczął w 2008 roku w klubie Hunters Mbare. Następnie grał w takich klubach jak: DC Academy (2009), Eagles FC (2010), Catholic Saints (2012), Monomotapa United (2013), Mushowani Stars (2014), Dongo Sawmills (2015), ZPC Kariba (2016-2017) i FC Platinum (2018-2019), z którym w sezonach 2018 i 2019 wywalczył dwa mistrzostwa Zimbabwe. W styczniu 2020 przeszedł do tanzańskiego Azam FC.

## Kariera reprezentacyjna
W reprezentacji Zimbabwe Tigere zadebiutował 29 lipca 2019 w wygranym 4:0 meczu Mistrzostw Narodów Afryki 2020 z Mauritiusem, rozegranym w Centre de Flacq. W 2022 roku został powołany do kadry na Puchar Narodów Afryki 2021. Na tym turnieju rozegrał dwa mecze grupowe: z Senegalem (0:1) i z Gwineą (2:1).